# Erythropomala amaena
Erythropomala amaena är en insektsart som först beskrevs av Walker, F. 1870.  Erythropomala amaena ingår i släktet Erythropomala och familjen gräshoppor. Inga underarter finns listade i Catalogue of Life.